# トミック
トミック（TOMIKKU、1990年1月13日 - ）は、日本の男性YouTuber。岡山県出身。所属はUUUMを経て、現在はフリー。
大学時代にYouTubeへの投稿を始め、1年くらい経ったころからはじめしゃちょーとのコラボ動画などを数多く投稿し、知名度を上げる。大学卒業、看護師として就職、離職する間も動画投稿を続け、2018年3月には動画内で結婚を発表した。
チャンネルのメインコンテンツは、自身が魚を捌く動画となっている。サブチャンネルでは小ネタや撮影シーン、ゲームの実況、飼っている猫の動画などを投稿している。
はじめしゃちょーとのコラボ動画は多く投稿しており、過激なドッキリをかけられることが多かった。また、他にもフィッシャーズやまあたそ、ゆゆうたなどとも度々コラボしている。
2021年4月末をもって、6年間所属していたUUUMを退所し、以降はフリーとして活動。